# Niels Erik Nielsen
Niels Erik Nielsen (Ringe, Faaborg-Midtfyn, Syddanmark, 1 de maig de 1893 – Ringe, Faaborg-Midtfyn, 4 de març de 1974) va ser un gimnasta artístic danès que va competir a començaments del segle xx.
El 1920 va prendre part en els Jocs Olímpics d'Anvers, on va guanyar la medalla de plata en el concurs per equips, sistema suec del programa de gimnàstica.